# Conoryctes comma
Il conoricte (Conoryctes comma) è un mammifero estinto, appartenente ai teniodonti. Visse nel Paleocene medio (circa 63 - 60 milioni di anni fa) e i suoi resti fossili sono stati ritrovati in Nordamerica.

## Descrizione
Questo animale è noto principalmente per crani incompleti, mandibole e alcune ossa lunghe degli arti. In ogni caso, sembra che Conoryctes fosse un animale di medie dimensioni: il cranio era lungo circa 10-12 centimetri, e l'animale intero era lungo oltre mezzo metro. 
Conoryctes era di corporatura più robusta rispetto all'arcaico Onychodectes, dal quale si distingueva anche per la volta cranica più allungata, il muso corto e la regione interorbitale più larghi, l'arcata zigomatica più robusta. Le ossa premascellari erano robuste e portavano ancora due paia di incisivi; nei teniodonti più derivati vi era un solo paio di incisivi. Le ossa nasali si allungavano all'indietro e raggiungevano la zona dell'orbita. La cresta sagittale era piuttosto sviluppata soprattutto nella regione posteriore e dava origine a una cresta occipitale elevata e proiettata all'indietro. La mandibola era alta e robusta. I canini erano grandi e robusti, ma la copertura di smalto era già incompleta, caratteristica accentuata in altri teniodonti derivati come Ectoganus. I molari superiori possedevano un metacono e un paracono bassi e ben separati, un mesostilo e un protocono grande ed elevato, a mezzaluna. I molari inferiori, a corona alta, erano allungati e dotati di un trigonide un po' più corto e alto del talonide, e di un paraconide vestigiale. 
Ciò che si conosce degli arti indica che Conoryctes possedeva zampe piuttosto robuste, simili a quelle di Onychodectes; tuttavia, il cranio di Conoryctes era ben più grande, in proporzione, rispetto a quello di Onychodectes.

## Classificazione
Conoryctes comma venne descritto per la prima volta da Edward Drinker Cope nel 1881, sulla base di resti fossili ritrovati in Nuovo Messico. Questo animale era un membro piuttosto arcaico dei teniodonti, un gruppo di mammiferi sviluppatisi nel Paleocene e nell'Eocene in Nordamerica. Conoryctes è il genere eponimo della famiglia Conoryctidae, comprendente teniodonti dalle specializzazioni dentarie modeste e sprovvisti degli adattamenti fossori dei grandi teniodonti della famiglia Stylinodontidae.